# Färgaryd
Färgaryd är kyrkbyn i Färgaryds socken i Hylte kommun i Hallands län i västra Småland. 
Orten ligger strax öster om Hyltebruk söder om Nissans strand.
Färgaryds kyrka ligger i orten.
Namnet Färgaryd, som är känt sedan 1311, då som Færghørydh eller Færghærydh, hör samman med namnet på Färgån och sjönamnet Färgen.
Byn har sedan 1600-talet varit indelad i Stora och Lilla Färgaryd. Lilla Fägaryd bestod av prästgården, från 1800-talet en arrendatorsbostad samt ett antal senare avtyckade torp och lägenheter, torpet Planen, Liden, Solåsen, Lövdala och backstugan Enedal. Stora Färgaryd bestod ursprungligen av en gård men avstyckades under 1700- och 1800-talet och bestod vid Laga skifte 1828-1829 av fyra gårdar jämte torpen Hallatorpet, Ytte och Övre Kolaretorpet samt soldattorp för rote nummer 47, samt en mjölnare vid Färgaryds kvarn. Ytterligare ett flertal lägenheter har senare avtyckats.